# شكاعة عربية
الشكاعة العربية أو عاقول الغزال أو مرعى الجمال أو جمدة أو حاذ أو شويكة أو شوكان (باللاتينية: Fagonia arabica) نوع نباتي ينتمي إلى جنس الشكاعة من الفصيلة القديسية.

## الموئل والانتشار
موطنها بلاد الشام ومصر والمغرب العربي والعراق والجزيرة العربية.

## مرادفات للاسم العلمي
- (باللاتينية: Fagonia thebaica Boiss.)